# الماس (موشک)

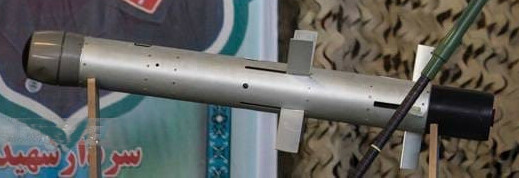

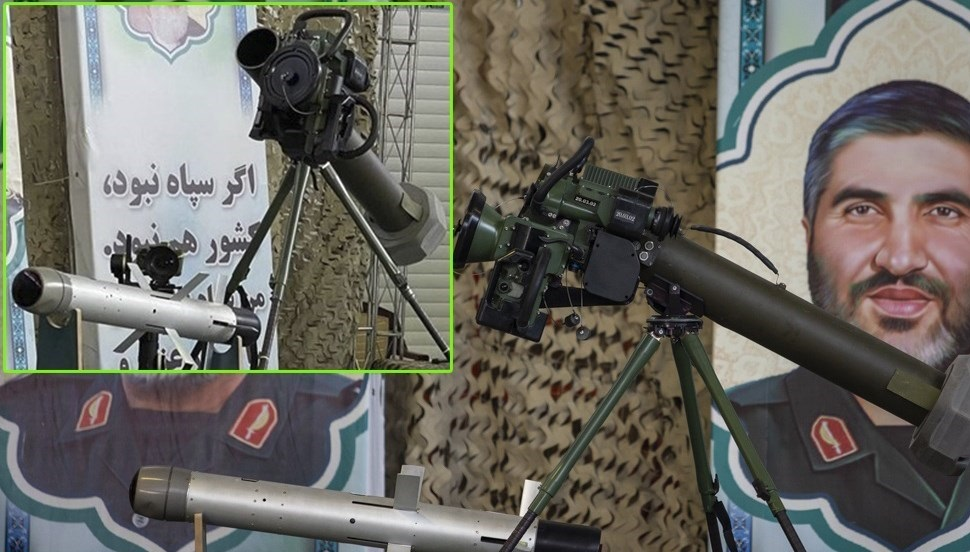

الماس یک موشک هوا به سطح کوتاه برد برای حملات ضدزره است که توسط ایران ساخته و برای استفاده در پهپادهای رزمی و یا بصورت زمین پایه با بهره‌گیری از هدایت آتش و رها توسعه داده شده است. در طراحی این موشک از نمونه اسرائیلی اسپایک الگوبرداری شده است.

الماس برای اولین بار در جریان بازدید نمایندگان مجلس از نمایشگاه‌ دستاوردهای دفاعی در سال ۱۳۹۵ به نمایش درآمد که البته در آن زمان اطلاعات آن منتشر نگردید. سپس در فروردین ۱۳۹۹ و تحویل انبوه پهپاد به ارتش فیلمی از شلیک این موشک و برخورد آن به هدف منتشر شد. در رزمایش پهپادی ارتش در دی همان سال رسما خبر انهدام اهداف سطحی توسط موشک الماس شلیک شده از پهپاد ابابیل منتشر گردید. در تیر ۱۴۰۰ نیز از نسخه زمین پایه این موشک که به نیروی زمینی سپاه تحویل داده شد رونمایی گردید. در حال حاضر الماس بر روی طیف وسیعی از پهپادهای ایرانی از جمله کمان ۱۲، مهاجر ۶، ابابیل و فطرس نصب می‌شود.

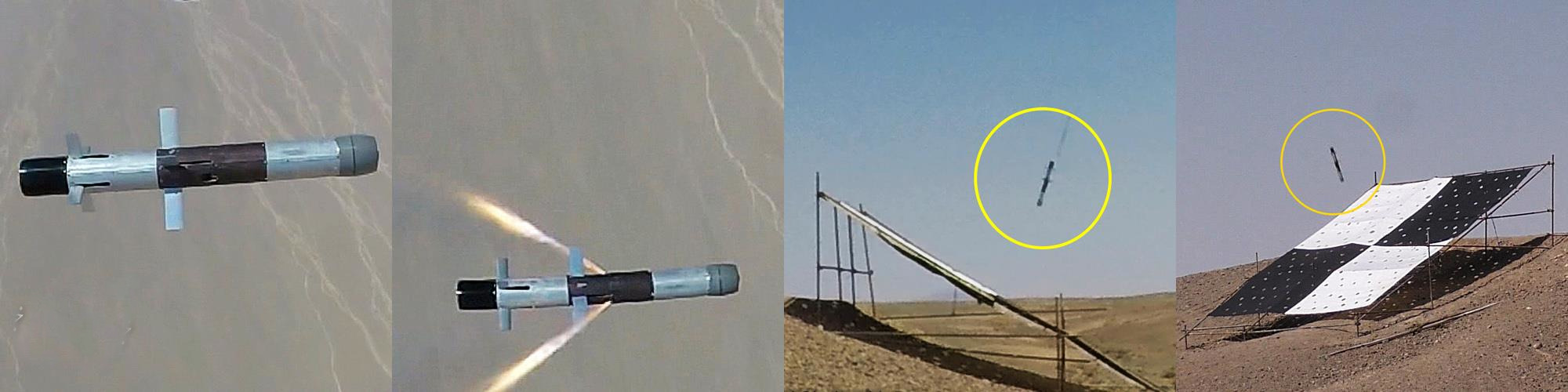
شلیک موشک الماس و برخورد به هدف از بالا